# Scottie Wilson
Louis Freeman o Scottie Wilson (Glasgow, 6 de junio de 1888-Londres, 26 de marzo de 1972) fue un pintor escocés de arte marginal.
Dejó los estudios a los 8 años y con 10 empezó a trabajar, con 16 se metió en el ejército y al acabar la guerra emigró a Toronto donde fue chamarilero. 
Con 44 años comenzó con sus creaciones en su trastienda y regresó a Gran Bretaña en 1945 donde se organizaría una exposición de sus obras, en la que escandalizado por los precios se instaló en la calle ante la galería malvendía sus dibujos a la gente.